# Мюлегольц
Мюлегольц (нім. Mühleholz) — село в Ліхтенштейні. Розташоване в муніципалітеті Шан на південь від самого міста та лежить на швейцарському кордоні.

## Особливості місцезнаходження
Знаходиться північніше комуни Вадуц, поміж общин Шан та селом Ебенгольц. Шосе Ландштрассе 28 ділить село на дві частини: верхню та нижню. Частина села входить до комуни Вадуц. Більшість населеного пункту знаходиться на рівнині, однак Верхній Мюлегольц знаходиться на висоті 500 метрів.
Селище є одним із центрів туризму Ліхтенштейну. Тут знаходиться туристична компанія Concordia та три доволі великих готеля.

## Освіта
У селі знахиться дві школи:
- Шкільний центр Мюлегольц І, профіль: професійні пріоритети;
- Шкільний центр Мюлегольц II, профіль: практичні навички[1].